# Противотуманная фара

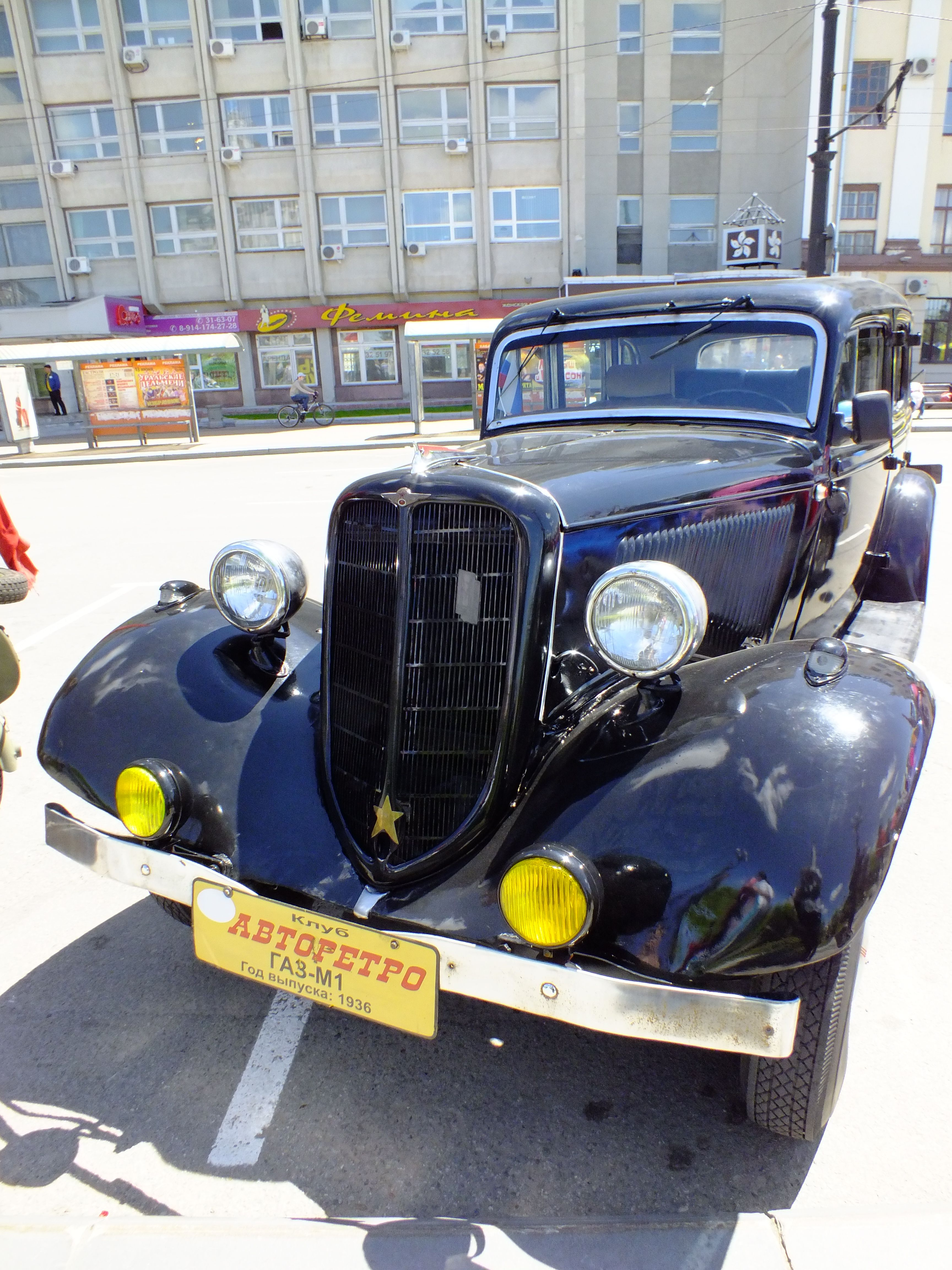
ГАЗ-М1 с противотуманными фарами жёлтого света

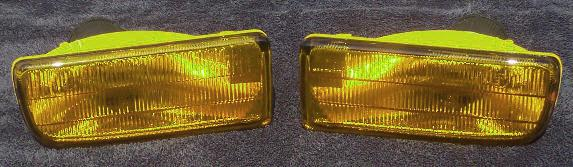
Жёлтые фары

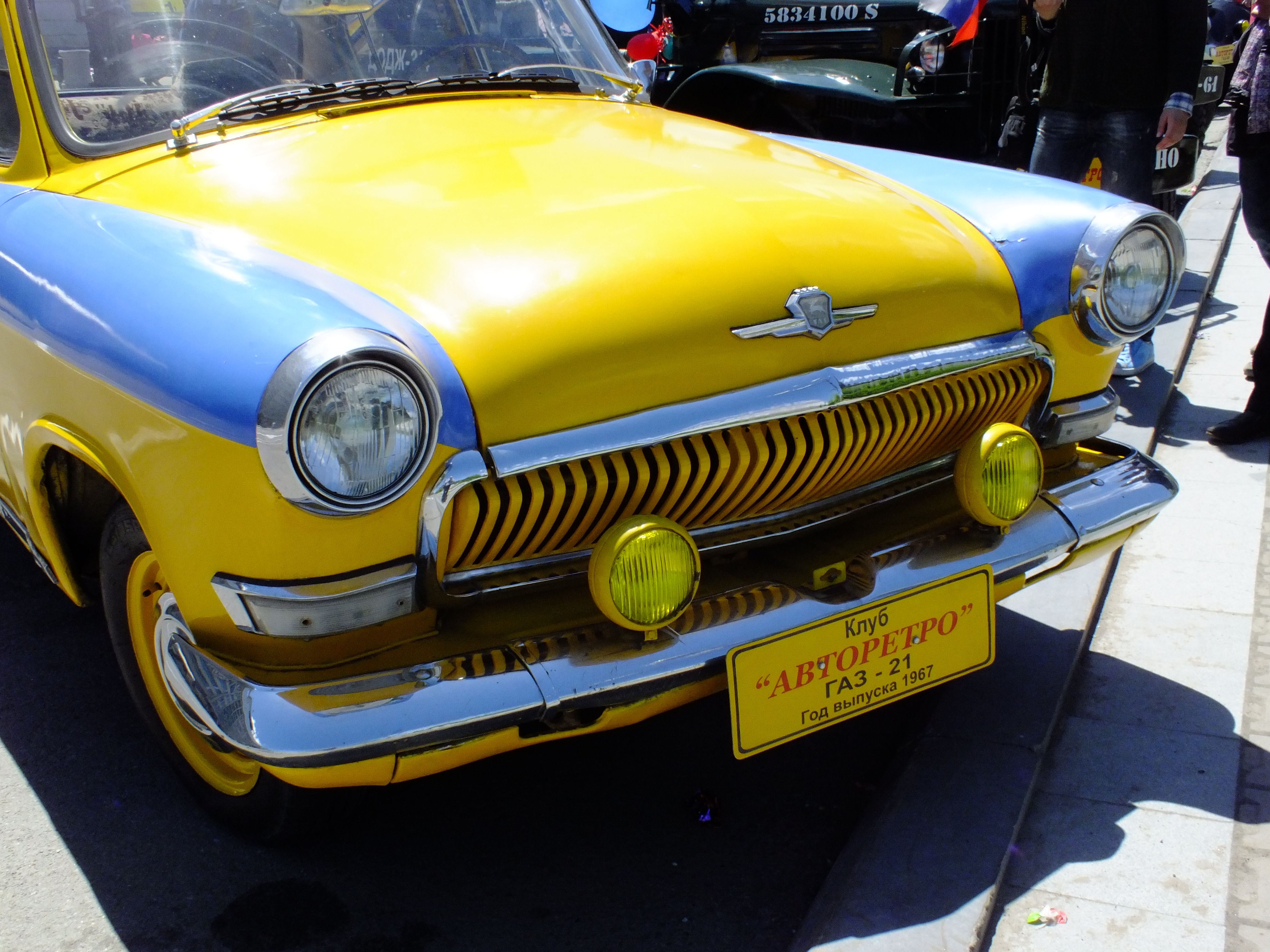
Милицейский ГАЗ-21 с противотуманными фарами жёлтого света

Противотума́нные фа́ры — фары, применяемые на транспортных средствах. Должны излучать белый или отборный жёлтый, но одинаковый для обеих фар, установленных на конкретном транспортном средстве, свет. Дают плоский и широкий горизонтальный луч, который стелется непосредственно над дорогой, чтобы не освещать толщу тумана по высоте. Могут быть расположены в головной оптике.

## Необходимость
В тяжёлых метеоусловиях, таких, как туман, дождь или снегопад, свет от обычных фар автомобиля, а точнее, лучи ближнего и особенно дальнего света, отражаясь и рассеиваясь от мельчайших капель воды или снежинок, создают полупрозрачную пелену, которая уменьшает видимость. Широкий пучок света противотуманных фар хорошо подсвечивает обочину, облегчая маневрирование на извилистых дорогах. Кроме этого, противотуманные фары увеличивают видимость самого́ транспортного средства для других участников дорожного движения в тяжёлых метеоусловиях.

## Принцип работы
Основной причиной ухудшения видимости из автомобиля в тумане и осадках при включённых фарах головного света является характер светораспределения головных фар (дальнего и ближнего света), обусловливающий относительно малый градиент изменения сил света в пучке фар в вертикальной плоскости, что при увеличенном рассеянии на частичках дождя и тумана резко снижает яркостный контраст.
Светораспределение противотуманных фар различных фирм разнообразно. Общим является низкое расположение этих фар и резкое ограничение лучей, проходящих выше горизонтальной плоскости проведенной через ось фары.
Отражатель такой фары выполняется параболоидным и имеет либо круглое, либо прямоугольное световое отверстие (в последнем случае параболоид выполняется усеченным). Источник света установлен таким образом, чтобы тело накала было расфокусировано относительно фокуса отражателя вперед и вверх, что создает четкую светотеневую границу.
Конструкция светооптической схемы противотуманных фар имеет экран прямых лучей. Его применение объясняется необходимостью исключить взаимодействие прямых лучей от источника света с частицами тумана, в результате которого происходит сильное рассеяние не сформированного излучения источника света, которое создаёт вуалирующую пелену и резко снижает дальность видимости.

## Требования при установке
Правилами дорожного движения (ПДД) на основании ГОСТ 8769-75 разрешено устанавливать противотуманные фары исключительно в количестве двух штук не дальше 400 мм от плоскости бокового габарита (по внешней кромке рассеивателя) и не ниже 250 мм от уровня поверхности дорожного покрытия (по нижней кромке рассеивателя).
Правила № 48 Европейской экономической комиссии (ЕЭК) ООН «Единообразные предписания, касающиеся утверждения транспортных средств в отношении установки устройств освещения и световой сигнализации» дополнительно предписывают их установку не выше фар ближнего света (кроме полноприводных автомобилей). Углы видимости противотуманных фар (в пределах которого фары не загораживаются какими-либо элементами автомобиля) должны составлять: вертикальный +15…−10°, горизонтальный — +45…−10°. Противотуманные фары должны включаться только вместе с габаритным светом автомобиля.

## Требования к противотуманным фарам
Фары должны иметь сертификат соответствия по Правилам № 19 ЕЭК ООН «Единообразные предписания, касающиеся официально утверждения противотуманных фар для автотранспортных средств». Фары, прошедшие сертификацию, имеют знак международного утверждения — несмываемую надпись на светорассеивателе или защитном стекле фары.
В знаке содержится: информация о стране, выдавшей утверждение, его номер, категории фары и др. Например, если фара сертифицирована в России, на ней будет стоять знак Е22 в круге.
Категории фар обозначаются следующим образом:
- С — ближний свет;
- R — дальний свет;
- Н — только с галогенной лампой;
- PL — пластмассовый светорассеиватель;
- S — цельностеклянный оптический элемент (лампа-фара);
- В — противотуманная фара.

## Лампы
В фарах применяется в большинстве случаев однонитевая лампа категории Н1. Кроме неё применяют также лампы категорий Н2, Н3, Н7 (усовершенствованная лампа Н1), H11, HB4.